# Ђура (Мехединци)
Ђура (рум. Giura) насеље је у Румунији у округу Мехединци у општини Баклеш. Oпштина се налази на надморској висини од 307 m.

## Становништво
Према подацима из 2002. године у насељу је живело 86 становника, од којих су сви румунске националности.